# X-höjd

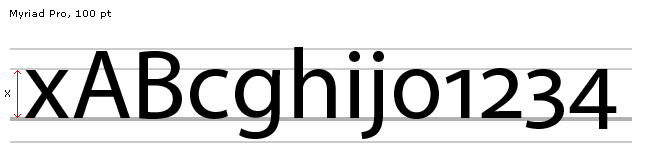
I bilden är x-höjden markerad med en röd pil och bokstaven x.

Inom typografin benämns x-höjden den höjd mellan baslinjen – det vill säga den linje på vilken bokstäverna i regel "står" – och toppen på lilla bokstaven x. Normalt ryms de flesta gemenerna (de små bokstäverna) inom den här höjden. Detsamma gäller kapitäler, det vill säga versaler som har samma höjd som gemener.
De bokstavsdelar som går över x-höjden benämns överhäng, och de delar som når under baslinjen kallas underhäng.